# Aperittochelifer minusculus
Aperittochelifer minusculus är en spindeldjursart som först beskrevs av Edvard Ellingsen 1912.  Aperittochelifer minusculus ingår i släktet Aperittochelifer och familjen tvåögonklokrypare. Inga underarter finns listade i Catalogue of Life.